# Афингер, Бернгард
Бернгард Афингер (нем. Bernhard Afinger; 1813-1882) — немецкий скульптор, член правления Берлинской академии художеств.

## Биография
Бернгард Афингер родился в семье ткача. Афингер изучал жестяное мастерство, но при этом усердно занимался рисованием, гравированием и резьбой. После продолжительного странствования, он возвратился в 1838 году в родной город, работал на фабрике накладного серебра и в то же время посещал школу художеств. Из его произведений этого времени была очень распространена прекрасная копия с одной древней нюрнбергской молящейся Мадонны.
Бернгард Афингер был поклонником средневекового искусства, пока не встретился в Дюрер-Фесте, в 1840 году, с Христианом Даниэлем Раухом, взявшим его в свою мастерскую в Берлин. Первые его произведения сделаны там ещё в древненемецком вкусе, именно: Христос колоссальных размеров в барельефе для динкелсбюльской церкви (1842) и Дева Мария с Младенцем; но уже в статуэтке (1850 года) актрисы Рашель, находящейся на Павлиньем острове (Pfaueninsel) в Потсдаме, ясно видны новый стиль, свободное развитие его таланта и примирение его старых идеалов с идеалами античного мира.
Кроме очень распространенных портретов-медальонов Гумбольдта, Рауха, Корнелия и Каульбаха (1854—1856), Б. Афингер изваял целый ряд фигур из песчаника.
В том же 1854 году из-под его резца вышли Распятие, в фамильном мавзолее герцогов курляндских, и мраморный бюст герцогини Доротеи, в её замке.
В 1856—1857 годах Бернгард Афингер работал над памятником, воздвигнутым Грайфсвальдским университетом для ознаменования своего четырехсотлетнего юбилея; в этом памятнике он должен был изобразить четыре факультета в лицах их замечательных четырех представителей (Бугенагена, Мевия, Берндта и Арндта).
Прелестным сочетанием форм средневекового искусства с древним отличается часто воспроизводившийся надгробный ангел, сделанный им в 1857 году для лаазовской церкви. Такой же характер имеют рельеф в алтаре гимназической церкви в Нейсе (1860), а также рельефное Распятие для Моринской церкви в Неймарке. Согласно ЭСБЕ: «самые замечательные по своей удачной характеристике — это бюсты Ричля, Дальмана, Нассе, Гоземана, Куглера и Ферстера, Гаркорта и Вирхова».
Бернгард Афингер скончался в столице Германии городе Берлине 25 декабря 1882 года.